# Douglas B-18 Bolo
Douglas B-18 Bolo – samolot bombowy amerykańskich sił powietrznych USAAC i lotnictwa kanadyjskiego w późnych latach 30. i na początku lat 40.  Jego konstrukcja oparta była na cywilnym samolocie pasażerskim Douglas DC-2.
W 1934 USAAC rozpisał konkurs na nowy bombowiec mający zastąpić używany wówczas Martin B-10, nowa konstrukcja miała mieć dwukrotnie większy zasięg i nośność. Rok później na lotnisku Wright Field zaprezentowano trzy samoloty – Douglas DB-1, Boeing Model 299 (późniejszy B-17 Flying Fortress) i Martin „Model 146”. Czterosilnikowa maszyna Boeinga deklasowała konkurencję, ale z powodu katastrofy pierwszego prototypu (z powodu błędu pilota, 30 października 1935 r.) nie wzięto jej wówczas pod uwagę. Ostatecznie wybrano samolot Douglasa, ze względu na sprawdzoną konstrukcję i niższą cenę – DB-1 był znacznie tańszy niż Model 299. Produkcja nowego samolotu rozpoczęła się w styczniu 1936, otrzymał on oznaczenie B-18 Bolo.

## Opis konstrukcji
DB-1 (Douglas, Bomber – samolot Douglasa, bombowy) oparty był  na zmodyfikowanej konstrukcji DC-2 (Douglas, Cargo – samolot Douglasa, transportowy). Rozpiętość skrzydeł powiększono o 1,4 metra, zwiększono także przekrój kadłuba. Najpoważniejszą zmianą konstrukcyjną była zmiana zamontowania skrzydeł – DC-2 był dolnopłatem, a DB-1 średniopłatem. Uzbrojenie obronne zostało umieszczone w trzech wieżyczkach – na grzbiecie, w nosie i na dole kadłuba.  Napęd stanowiły dwa silniki gwiazdowe Wright R-1820-45, o mocy startowej 930 KM.
W 1940 B-18 były głównymi bombowcami armii amerykańskiej, ale już w 1942 zostały wycofane z pierwszej linii, gdzie zostały zastąpione przez samoloty B-17 Flying Fortress; B-18 przesunięto do zadań patrolowych. Usunięto przednie stanowisko bombardiera na którego miejscu zamontowano duży radar, a w ogonie samolotu znajdował się detektor anomalii magnetycznych. Tak zmodyfikowane samoloty, znane jako B-18B, służyły w rejonie Karaibów, gdzie odbywały patrole w poszukiwaniu okrętów podwodnych. Dwa z nich przekazano lotnictwu Brazylii (Força Aérea Brasileira), a dwadzieścia zostało zakupionych przez lotnictwo kanadyjskie, w którym były znane jako Douglas Digby Mark I. W czasie wojny samoloty Bolo i Digby zatopiły cztery okręty podwodne.
Wersją rozwojową B-18 był Douglas B-23 Dragon.

## Linki zewnętrzne

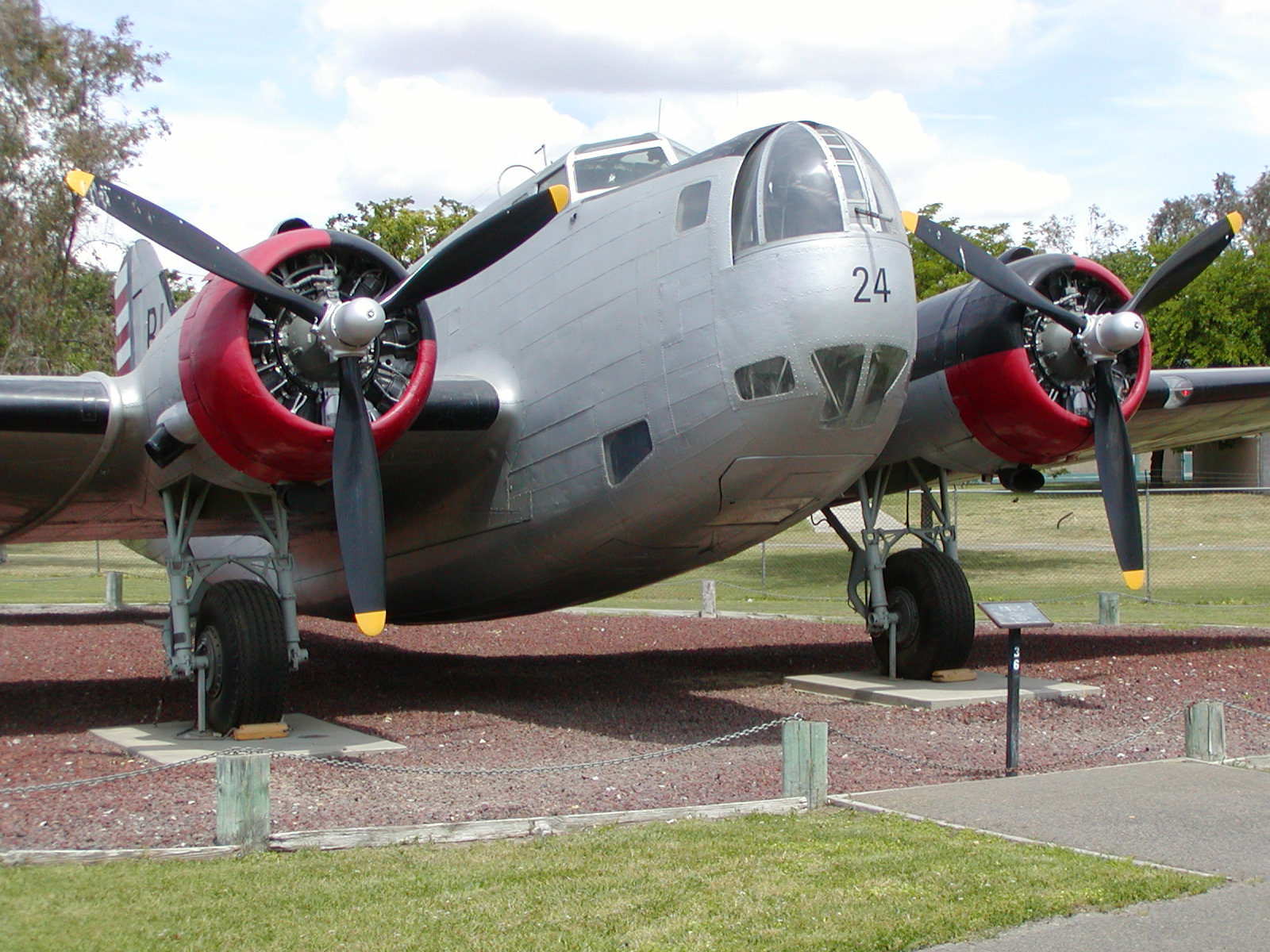
Douglas B-18 Bolo w muzeum Castle Air w Atwter w Kalifornii